# Tragia rhodesiae
Tragia rhodesiae är en törelväxtart som beskrevs av Ferdinand Albin Pax. Tragia rhodesiae ingår i släktet Tragia och familjen törelväxter. Inga underarter finns listade i Catalogue of Life.